# Concilio de Roma (863)
En enero del año 863, afligido el Papa Nicolao de los males y de la persecución de Focio, convocó un Conciiio en Roma. 
En él se condenó todo lo que se había hecho contra San Ignacio en Constantinopla el año 861. Se depuso y excomulgó un Legado del Papa y se dejó para otro Concilio la sentencia del otro Legado que estaba ausente. En cuanto al asunto de Constantinopla, pronunció el Concilio una sentencia concebida de esta suerte: 
Que Focio, que ha seguido el partido de los Cismáticos y ha dejado la Milicia secular para ser ordenado Obispo, por Gregorio de Siracusa, condenado hace mucho tiempo; que en vida de nuestro compañero Ignacio, Patriarca de Constantinopla, ha usurpado su Silla entrándose en el Rebaño como un ladrón; que ha osado deponer en un Concilio y anatematizar a Ignacio, que ha corrompido los Legados de la Santa Sede contra el derecho de las gentes; que ha desterrado a los Obispos que no han querido comunicar con él; que persigue la Iglesia hoy y no cesa de hacer padecer todo género de males a nuestro hermano Ignacio, sea privado de todo honor Sacerdotal y de toda función Clerical por la autoridad de Dios todo Poderoso, de los Apóstoles San Pedro y San Pablo, de todos los Santos, de los seis Concilios Generales y de la sentencia que el Espíritu Santo pronuncia por nosotros, etc. Restablecemos a nuestro hermano Ignacio en su Dignidad y sus funciones.